# مامارونيك (نيويورك)
مامارونيك (بالإنجليزية: Mamaroneck, New York)‏ هي بلدة أمريكية تقع في الولايات المتحدة في مقاطعة ويستتشستر، نيويورك. يقدر عدد سكانها بـ 29,156 نسمة ومساحتها 36.4 كم2 وترتفع عن سطح البحر 0 متر.

## أعلام
- هربرت جاي مولر
- مورغان فارلي
- ديك مكابي
- آنا مارغريت ماكان
- سوزان فينيمور كوبر